# Under the Boardwalk (album)
| Recensione | Giudizio |
| ---------- | -------- |
| AllMusic   | [ 2 ]    |

Under the Boardwalk è il quinto album discografico del gruppo vocale statunitense The Drifters, pubblicato dalla casa discografica Atlantic Records nell'agosto del 1964.

## Tracce

### LP
Lato A
1. Under the Boardwalk – 2:40 (Arthur Resnick, Kenny Young) – Registrato il 21 maggio 1964 a New York
2. One Way Love – 2:23 (Bert Russell (Bert Berns), Norman Meade) – Registrato il 12 dicembre 1963 a New York
3. On Broadway – 3:05 (Cynthia Weil, Barry Mann, Jerry Leiber, Mike Stoller) – Registrato il 22 gennaio 1963 a New York
4. Didn't It – 1:49 (Rudy Clark) – Registrato il 22 agosto 1963 a New York
5. I Feel Good All Over – 2:08 (Otis Blackwell, Winfield Scott) – Registrato il 28 giugno 1962 a New York
6. Vaya con Dios – 2:15 (Larry Russell, Inez James, Buddy Pepper) – Registrato il 12 dicembre 1963 a New York

Lato B
1. Up on the Roof – 2:34 (Gerry Goffin, Carole King) – Registrato il 28 giugno 1962 a New York
2. Rat Race – 2:10 (Jerry Leiber, Mike Stoller, Van McCoy) – Registrato il 12 aprile 1963 a New York
3. In the Land of Make Believe – 2:32 (Hal David, Burt Bacharach) – Registrato il 22 agosto 1963 a New York
4. If You Don't Come Back – 2:40 (Jerry Leiber, Mike Stoller) – Registrato il 12 aprile 1963 a New York
5. Let the Music Play – 2:34 (Hal David, Burt Bacharach) – Registrato il 22 gennaio 1963 a New York
6. I'll Take You Home – 2:41 (Cynthia Weil, Barry Mann) – Registrato il 12 aprile 1963 a New York

## Musicisti
Under the Boardwalk
- Johnny Moore - voce tenore solista
- Charlie Thomas - voce tenore
- Eugene Pearson - voce baritono
- Johnny Terry - voce basso
- Billy Davis - chitarra
- Teacho Wiltshire - arrangiamento

One Way Love / Vaya con Dios
- Rudy Lewis (o) Johnny Moore - voce tenore solista
- Charlie Thomas - voce tenore
- Eugene Pearsons - voce baritono
- Johnny Terry - voce basso
- Billy Davis - chitarra
- Doris Troy - cori
- Dee Dee Warwick - cori
- Dionne Warwick - cori
- Gary Chapman - arrangiamenti

On Broadway / Let the Music Play
- Rudy Lewis - voce tenore solista
- Charlie Thomas - voce tenore
- Eugene Pearson - voce baritono
- Tommy Evans - voce basso
- Billy Davis - chitarra
- Doris Troy - cori
- Dee Dee Warwick - cori
- Dionne Warwick - cori

Didn't It / In the Land of Make Believe
- Rudy Lewis - voce tenore solista
- Johnny Moore - voce tenore solista
- Charlie Thomas - voce tenore
- Eugene Pearson - voce baritono
- Johnny Terry - voce basso
- Billy Davis - chitarra
- Doris Troy - cori
- Dee Dee Warwick - cori
- Dionne Warwick - cori
- Gary Chapman - arrangiamento, conduttore musicale

I Feel Good All Over / Up on the Roof
- Rudy Lewis - voce tenore solista
- Charlie Thomas - voce tenore
- Doc Green - voce baritono
- Tommy Evans - voce basso
- Billy Davis - chitarra

Rat Race / If You Don't Come Back / I'll Take You Home
- Rudy Lewis - voce tenore solista
- Johnny Moore - voce tenore solista
- Charlie Thomas - voce tenore
- Eugene Pearson - voce baritono
- Johnny Terry - voce basso
- Billy Davis - chitarra[4]

Note aggiuntive
- Jerry Leiber, Mike Stoller e Bert Berns - produttori
- Tom Dowd e Phil Iehle - ingegneri delle registrazioni
- Garrett/Howard - fotografia copertina album originale
- Loring Eutemey - design copertina album originale
- Bob Altshuler - note retrocopertina album originale[3]

## Album in classifica
| Data | Posizione classifica Billboard 200 | Posizione classifica Top R&B/Hip-Hop Albums |
| ---- | ---------------------------------- | ------------------------------------------- |
| 1964 | 40                                 | -                                           |

## Singoli dell'album in classifica
| Data | Titolo del brano    | Posizione classifica Hot 100 | Posizione classifica R&B |
| ---- | ------------------- | ---------------------------- | ------------------------ |
| 1963 | Up on the Roof      | 5                            | 4                        |
| 1963 | On Broadway         | 9                            | 7                        |
| 1963 | I'll Take You Home  | 25                           | 24                       |
| 1963 | Rat Race            | 71                           | -                        |
| 1964 | Under the Boardwalk | 4                            | 1                        |
| 1964 | Vaya con Dios       | 43                           | 10                       |
| 1964 | One Way Love        | 56                           | 12                       |